# Ierse Katholieke Confederatie
De Ierse Katholieke Confederatie ook wel de Confederatie van Kilkenny was een confederale staat die van 1642 tot 1649 bestond en ongeveer twee derde van het eiland Ierland in beslag nam. De Confederatie werd door bisschop Nicolas French en advocaat Nicholas Plunkett gesticht.